# Quim Monzó
Quim Monzó (* 24. března 1952, Barcelona), celým jménem Joaquim Monzó i Gómez, je španělský žurnalista, překladatel, spisovatel a karikaturista.

## Životopis
Narodil se v roce 1952 v Barceloně, hlavním městě Katalánska. Studoval grafiku a živil se i jako karikaturista. V sedmdesátých letech začal přispívat do katalánských novin Tele/eXpres články ze svých cest po Vietnamu, Kambodži, Severním Irsku či Africe. Dnes žije ve svém rodném městě a publikuje v deníku La Vanguardia.

### Dílo
Na začátku kariéry působil jako válečný zpravodaj, v současnosti pravidelně přispívá reportážemi a články do novin. Je známý také jako překladatel amerických autorů jako Ernest Hemingway, Thomas Hardy, Ray Bradbury aj. Na začátku kariéry psal o nepokojích na přelomu šedesátých a sedmdesátých let, především z řad studentských hnutí, příkladem je novela L’udol del griso a les clavegueres (The Howl of the Cop in the Sewers, 1976). Typická je zde práce s jazykem, kdy se snaží autor narušit klasickou větnou stavbu, to se odráží i v jeho dalším díle Self-Service, sbírce krátkých povídek, které vydal společně s Bielem Mesquidau. Velmi populární jsou jeho novely z osmdesátých let Benzina (Petrol, 1983) a La magnitud de la tragèdia (The Magnitude of the Tragedy, 1989), právě druhá jmenovaná novela byla přeložena do českého jazyka. Protagonisty díla Průšvih na druhou jsou otec s dcerou. On jako vdovec a bývalý nakladatel, ona jako vyženěná dcera a středoškolačka. Stavbou připomíná tato kniha antickou tragédii, objevují se zde humoristické prvky, což je pro autora typické. Za svou práci získal řadu prestižních španělských ocenění.

### Eseje
- El dia del senyor, 1984.
- Zzzzzzzz, 1987.
- La maleta turca, 1990.
- Hotel Intercontinental, 1991.
- No plantaré cap arbre, 1994.
- Del tot indefens davant dels hostils imperis alienígenes, 1998.
- Tot és mentida, 2000.
- El tema del tema, 2003.
- Catorze ciutats comptant-hi Brooklyn, 2004.
- Esplendor i glòria de la Internacional Papanates, 2010.

### Knihy v katalánštině
- L'udol del griso al caire de les clavegueres, 1976
- Self Service, 1977. In collaboration with Biel Mesquida.
- Uf, va dir ell, 1978.
- Olivetti, Moulinex, Chaffoteaux et Maury, 1980.
- L'illa de Maians, 1985.
- La magnitud de la tragèdia, 1989.
- El perquè de tot plegat, 1993.
- Guadalajara, 1996.
- Vuitanta-sis contes (comprising Uf, va dir ell, Olivetti, Moulinex, Chaffoteaux et Maury, L'illa de Maians, El perquè de tot plegat and Guadalajara), 1999.
- El millor dels mons, 2001.
- Mil cretins, 2007.

## České překlady
- Průšvih na druhou. 1. vyd. Praha: Faun, c2006. 196 S. Překlad: Jan Schejbal